# Wamego
Wamego is een plaats (city) in de Amerikaanse staat Kansas, en valt bestuurlijk gezien onder Pottawatomie County.

## Demografie
Bij de volkstelling in 2000 werd het aantal inwoners vastgesteld op 4246.
In 2006 is het aantal inwoners door het United States Census Bureau geschat op 4248, een stijging van 2 (0.0%). In 2018 werd het aantal geschat op 4762.

## Geografie
Volgens het United States Census Bureau beslaat de plaats een oppervlakte van
4,3 km², waarvan 4,2 km² land en 0,1 km² water.

## Plaatsen in de nabije omgeving
De onderstaande figuur toont nabijgelegen plaatsen in een straal van 20 km rond Wamego.

## Geboren in Wamego
- Walter Chrysler (1875-1940), pionier in de automobielindustrie